# Magdalena Kuza
Magdalena Kuza (ur. 1 czerwca 1993 w Busku-Zdroju) – zawodniczka w dyscyplinie casting (wędkarstwo rzutowe), członkini kadry narodowej seniorów, najbardziej utytułowana sportsmenka w historii wędkarstwa polskiego uwzględniając wszystkie dyscypliny tego sportu, mistrzyni świata kobiet w ogólnej klasyfikacji 5-boju z 2017 roku.
Magdalena Kuza w latach 2007–2011 na mistrzostwach świata juniorów zdobyła łącznie 23 medale: 9 złotych, 12 srebrnych, 2 brązowe. Od 2008 do 2017 r. na mistrzostwach świata seniorów wywalczyła ogółem 49 medali: 13 złotych, 17 srebrnych i 19 brązowych.
Jest posiadaczką 35 medali mistrzostw Polski: 25 złotych, 6 srebrnych i 4 brązowych, wywalczonych w latach 2004–2017 w kategoriach kadetów, juniorek oraz kobiet.
Magdalena Kuza z odległością 75,06 m osiągniętą na zawodach w Wiedniu, 2 lipca 2011 r., jest aktualną rekordzistką świata juniorek (a do września 2018 roku była także rekordzistką w kategorii kobiet) w konkurencji o nazwie odległość spinningowa, polegającej na rzucie na odległość wędką spinningową jednorącz ciężarkiem o wadze 7,5 grama.
Do niej należy też 9 rekordów Polski juniorek i kobiet w różnych konkurencjach i wielobojach.
Jest zawodniczką Rzutowego Wędkarskiego Klubu Sportowego „Skish” Okręgu Kieleckiego Polskiego Związku Wędkarskiego w dyscyplinie castingu.

## Życie prywatne
Jest córką Jacka i Renaty Kuzów. Ukończyła I Liceum Ogólnokształcące im. T. Kościuszki w Busku-Zdroju. Absolwentka lingwistyki stosowanej – filologii angielskiej w Wyższej Szkole Europejskiej im. ks. Józefa Tischnera w Krakowie oraz studiów magisterskich na kierunku przekład i komunikacja międzykulturowa na Uniwersytecie Jagiellońskim w Krakowie.